# 笠原留美
笠原 留美（かさはら るみ、1970年3月8日 - ）は、日本の女性声優、ナレーター。新潟県出身。青二プロダクション所属。大阪芸術大学短期大学部メディア・芸術学科非常勤講師。

## 略歴
幼少の頃はソノシートを好んで聴いており、その頃から声優になろうと考えていた。
中学時代は獣医を目指した時期もあったが「どう考えても理数系の頭ではなかった」と普通科に進学。高校では元々子供が好きであったため好きなことを仕事にできればとの思いから保母になろうと考えたが、好きなことを仕事とすると、仕事が嫌いになった際に好きだったことも嫌いになってしまうのではと懸念し断念。結局、母と同じ美容師の道へ進んだ。高校卒業後に母を説得して上京、日本美容専門学校に通って美容師の免許を取得した後東京都の美容院に務めていた。
美容院の客に声優がおり、声優の養成所があることを聞いて青二塾東京校12期として入塾。同塾卒業後、青二プロダクションに所属して声優デビュー。
初主役はOVA『フォーチュン・クエスト 世にも幸せな冒険者たち』のパステル役となる。

## 人物
母は美容師。
コーヒーや動物が好きで、実家では綿羊や鶏などを飼っていた。小学校の卒業文集では「獣医になりたい」と書いていた。
緒方恵美、新山志保、石川英郎、阪口大助、山田真一とは青二プロの同期である。新山とは性格が正反対だが、価値観が似ていて非常に話が合ったという。
石川英郎・三木眞一郎とヴォーカルグループ"RoST"を結成、不定期で活動している。
音域はB - D。資格・免許は美容師免許。趣味はサッカー観戦。特技はピアノ、書道。方言は新潟弁（上越弁）。

## 出演
太字はメインキャラクター。

### テレビアニメ
1992年
- それいけ!アンパンマン（1992年 - 2021年、ハニー、カレン〈5代目〉、ささだんごちゃん）

1993年
- キテレツ大百科（女子大生）
- GS美神（少女、ギャル）
- ツヨシしっかりしなさい（ユカ）

1994年
- 七つの海のティコ（マギー）
- 美少女戦士セーラームーンS（プチロル、美春、マネージャー、メンバー）

1995年
- アニメ世界の童話（アリス）
- 恐竜冒険記ジュラトリッパー（ガチャ）

1996年
- ゲゲゲの鬼太郎（第4作）（葉子、紀子、杏子）
- 地獄先生ぬ〜べ〜（1996年 - 1997年、稲葉郷子）
- 魔法少女プリティサミー（天野美紗緒）

1998年
- アンドロイド・アナ MAICO 2010（奈緒子）
- 金田一少年の事件簿（中島留美）
- 星方武侠アウトロースター（クレア）
- プリンセスナイン 如月女子高野球部（三田加奈子）
- ポケットモンスター（1998年 - 2001年、麗子、ルカ）

1999年
- 宇宙海賊ミトの大冒険（ランバン） - 2シリーズ
- 地球防衛企業ダイ・ガード（入江静香）
- To Heart（1999年 - 2004年、宮内レミィ） - 2シリーズ

2001年
- シャーマンキング（加奈江）
- テイルズ オブ エターニア THE ANIMATION（プラティア）
- 魔法戦士リウイ（イザベル）

2002年
- ドラゴンドライブ（パク・シュリ）

2003年
- アストロボーイ・鉄腕アトム（アナウンサー、キャスター、宇宙局員、亡霊）
- 宇宙のステルヴィア（片瀬千秋）
- エアマスター（内海美加）
- ぽぽたん（雫）

2004年
- かいけつゾロリ（2004年 - 2005年、キツネママ） - 2シリーズ
- 鋼の錬金術師（マーテル）
- 名探偵コナン（2004年 - 2015年、常山美佐、上原美佐、マリコ、紫條麗華、澁谷夏子）
- 妄想代理人（妙子の母）

2005年
- おでんくん（大輔の母親）
- 機動新撰組 萌えよ剣 TV（早乙女美姫）

2006年
- 祝!(ハピ☆ラキ)ビックリマン（龍宮女天）
- よみがえる空 -RESCUE WINGS-（西田一美）

2007年
- ゲゲゲの鬼太郎（第5作）（2007年 - 2008年、雪女郎）
- 出ましたっ!パワパフガールズZ（ナナコ）
- 天保異聞 妖奇士（団扇売りの女）
- ムシウタ（詩歌の母）

2008年
- かのこん（絡新婦）
- Mnemosyne-ムネモシュネの娘たち-（女情報屋）

2009年
- ねぎぼうずのあさたろう（こももの母）
- ONE PIECE（2009年 - 2012年、シャルリア宮、アイン、アルパカチーノ）

2010年
- デジモンクロスウォーズ（2010年 - 2011年、ライラモン） - 2シリーズ

2011年
- ブレイド（女ヴァンパイア）

2015年
- ちびまる子ちゃん（2015年 - 2021年、CMの歌、百合子、バスガイド〈鶴子〉、桑田の姉、西部妻）

2019年
- パズドラ（2019年 - 2020年、尾形）

2020年
- アサティール 未来の昔ばなし（アルジョハラ）

### 劇場アニメ
- メイクアップ!セーラー戦士（1993年、綾）
- スラムダンク（1994年、応援団リーダー）
- (超)劇場版! 地獄先生ぬ〜べ〜（1996年、稲葉郷子）
- 劇場版 地獄先生ぬ〜べ〜 午前0時ぬ〜べ〜死す!（1997年、稲葉郷子）
- 劇場版 地獄先生ぬ〜べ〜 恐怖の夏休み!! 妖し海の伝説!!（1997年、稲葉郷子）
- がんばれゴエモン 地球救出大作戦（1998年、ヤエ）
- 劇場版 天地無用! in LOVE2 遙かなる想い（1999年）
- 映画 ああっ女神さまっ（2000年、エレ）
- 名探偵コナン 純黒の悪夢（2016年、アナウンサー）
- 名探偵コナン 緋色の弾丸（2021年、看護師）

### OVA
- Crying フリーマン（1988年、王我慈）
- 機神兵団（1992年、パール）
- フォーチュン・クエスト 世にも幸せな冒険者たち（1993年、パステル）
- ウダウダやってるヒマはねェ!（1995年、青田麦子）
- 魔法少女プリティサミー（1995年、天野美紗緒）
- お嬢様捜査網（1996年、ニーナ・キーロフ）
- 荒くれKNIGHT（1997年、花沢小梅[19][20]） - 2作品
- 桜通信（1997年、夏樹香美）
- 地獄先生ぬ〜べ〜（1998年 - 1999年、稲葉郷子） - 3作品
- 機動新撰組 萌えよ剣（2003年、早乙女美姫）
- サクラ大戦 ニューヨーク・紐育（2007年、大河双葉）
- “文学少女”メモワールII -ソラ舞う天使の鎮魂曲-（2010年、愛人の女）

### Webアニメ
- 美少女戦士セーラームーンCrystal（2015年、ベルチェ）

### ゲーム
1992年
- 魔法の少女シルキーリップ（リメラ）
- 超時空要塞マクロス 永遠のラヴソング

1993年
- コットン（シルク） - PCエンジン版

1994年
- CAL III（アリス）
- プリンセス・ミネルバ（ミズノ）
- 美少女戦士セーラームーン（春日きよみ） - PCエンジン版

1995年
- 同級生（仁科くるみ）

1997年
- エーベルージュ（ヘレン・ネフェルティ、ミュゼアム・ターニッシュ）
- がんばれゴエモン〜ネオ桃山幕府のおどり〜（ヤエ）
- クライムクラッカーズ2（リーザ）
- 地獄先生ぬ〜べ〜（稲葉郷子）
- ドラゴンナイト4（ネレイド）
- パワードール2（ジュリィ・レイバーグ）
- マネーアイドルエクスチェンジャー（嵐崎円〈エヴリワーカー〉）
- 魔法少女プリティサミー 〜恐るべし身体測定! 核爆発5秒前!!〜（美沙緒）
- メタルエンジェル3（浅川小夜乃）
- 雷弩機兵ガイブレイブ（モモ）
- 惑星攻機隊りとるキャッツ（ミサト・シモン）
- 改造町人シュビビンマン零（あずき）

1998年
- エーベルージュ スペシャル 〜恋と魔法の学園生活〜（ヘレン・ネフェルティ）
- お嬢様特急（エレナ・ユーリ・ノーディス、神岡しのぶ）
- がんばれゴエモン〜来るなら恋! 綾繁一家の黒い影〜（ヤエ）
- がんばれゴエモン〜でろでろ道中 オバケてんこ盛り〜（ヤエ）
- スターオーシャン セカンドストーリー（チサト・マディソン、フィリア）
- 魔法少女プリティサミー 〜ハートのきもち〜（美沙緒）

1999年
- ゴエモン もののけ双六（ヤエ）
- Sonata（ZX1-KANARE、カナレ・ゴールド、金城かなれ）
- Dancing Blade かってに桃天使!II〜Tears of Eden〜（ミザル、丙姫）
- To Heart（宮内レミィ）

2000年
- センチメンタルグラフティ2（黒川真理）
- 冒険時代活劇ゴエモン（ヤエ）

2001年
- がんばれゴエモン〜大江戸大回転〜（ヤエ）
- リリーのアトリエ 〜ザールブルグの錬金術士3〜（エルザ・ヘッセン）
- ロックマンX6（エイリア）
- ウィークネスヒーロー トラウマン（後川桃子）

2002年
- 機動新撰組 萌えよ剣（早乙女美姫）

2003年
- 真・三國無双3（2003年 - 2004年、月英） - 3作品
- 信長の野望Online（女性プレイヤーキャラクター8番、10番ボイス）
- 鋼の錬金術師 翔べない天使（花売り少女）
- ロックマンX7（エイリア、バニシング・ガンガルン）

2004年
- サクラ大戦物語 〜ミステリアス巴里〜（エルザ・フローベール）

2005年
- がんばれゴエモン 東海道中 大江戸天狗り返しの巻（ヤエ）
- サクラ大戦V 〜さらば愛しき人よ〜（大河双葉）
- 真・三國無双4（2005年 - 2006年、月英） - 3作品
- ロックマンX8（エイリア）

2006年
- 雀・三國無双（月英）

2007年
- 真・三國無双5（2007年 - 2009年、月英、エディット武将〈勇敢〉） - 2作品
- 無双OROCHI（2007年 - 2009年、月英） - 3作品

2008年
- ラスト・エスコート2 〜深夜の甘い棘〜（桜木友恵）

2010年
- 真・三國無双 MULTI RAID 2（月英）

2011年
- オトメディウス エクセレント!（エモン・8）
- 真・三國無双6（2011年 - 2012年、月英） - 4作品
- 真・三國無双 NEXT（月英）
- 無双OROCHI 2（2011年 - 2013年、月英） - 4作品

2012年
- ヒーローズファンタジア（イザベル）

2013年
- 真・三國無双7（2013年 - 2014年、月英） - 3作品

2015年
- 龍が如く0 誓いの場所

2018年
- スターオーシャン:アナムネシス（チサト・マディソン）
- 真・三國無双8（2018年 - 2021年、月英） - 2作品
- 無双OROCHI 3（月英）

2020年
- ロックマンX DiVE（2020年 - 2023年、エイリア）

2023年
- STAR OCEAN THE SECOND STORY R（チサト・マディソン）

2025年
- 真・三國無双 ORIGINS（月英）

### ドラマCD
- オーディオRPG 超龍戦記ザウロスナイト（ゼータ）
- スターオーシャン セカンドストーリー2（チサト・マディソン、エラノール母）
- 天使禁猟区 シリーズ（バルベロ / バル）
- ハイパーあんな（金子光恵）
- プリンセスナイン 如月女子高野球部 CDドラマ 燃える対決!裸のナインたち（三田加奈子[31]）
- 地球防衛企業ダイ・ガード実録！(株)21世紀警備保障　新年度大宴会（入江静香）

### 吹き替え

#### 映画
- 奇跡の旅2/サンフランシスコの大冒険
- 最高のルームメイト（リサ）
- ポルターガイスト（キャロル・アン・フリーリング〈ヘザー・オルーク〉）※テレビ朝日版
- マイ・ブラザー・エディ
- マザーズボーイ/危険な再会

### 特撮
- 電光超人グリッドマン（時報の声）

### ラジオ
- 電撃大作戦
- 留美とまりなのノックは無用
- 笠原留美の今夜もお気楽
- 延年&留美の寸止めラジオ

### 舞台
2007年
- サクラ大戦 紐育レビュウショウ〜歌う♪大紐育♪2〜（大河双葉）

2008年
- サクラ大戦 紐育レビュウショウ〜歌う♪大紐育♪3〜ラストショウ（大河双葉）

2011年
- サクラ大戦 紐育星組ライブ2011〜星を継ぐもの〜（大河双葉）

2012年
- サクラ大戦 紐育星組ライブ2012 〜誰かを忘れない世界で〜（大河双葉）

2013年
- サクラ大戦 紐育星組ショウ2013 〜ワイルド・ウエスト・希望〜（大河双葉）

2014年
- サクラ大戦 紐育星組ショウ2014 〜お楽しみはこれからだ〜（大河双葉）

2015年
- 劇団岸野組公演「人生お気楽丸。」

2025年
- 朗読劇「タチヨミ-最終巻-」

### CD
- RUMing（1995年5月25日）
- 最初のい〜っぽ（1995年6月25日）電撃大作戦エンディングテーマ

### ナレーション
- 発掘!あるある大事典
- サルヂエ
- 笑いがいちばん
- アキバで対決! コードギアス祭
- 趣味の園芸ビギナーズ
- 趣味の園芸
- チャレンジ!ホビー
- 日曜ビッグバラエティ 路地裏の名店 PART3
- はなまるマーケット
- 三枝一座がやってきた!

### パチンコ・パチスロ機
- CR地獄先生ぬ〜べ〜（稲葉郷子）

### その他
- 黒神 The Animation BD 6、7巻 特典映像 サウンドコミック 「another story of 黒神」（瑛月）
- バイオハザード ドラマアルバム 〜運命のラクーンシティー〜Vol.1

### シリーズ一覧
1. ↑  『真・三國無双3』（2003年）、『猛将伝』（2003年）、『Empires』（2004年）
2. ↑  『真・三國無双4』（2005年）、『猛将伝』（2005年）、『Empires』（2006年）
3. ↑  『真・三國無双5』（2007年）、『Empires』（2009年）
4. ↑  『無双OROCHI』（2007年）、『魔王再臨』（2008年）、『Z』（2009年）
5. ↑  『真・三國無双6』（2011年）、『Special』（2011年）、『猛将伝』（2011年）、『Empires』（2012年）
6. ↑  『無双OROCHI 2』（2011年）、『Special』（2012年）、『Hyper』（2012年）、『Ultimate』（2013年）
7. ↑  『真・三國無双7』（2013年）、『猛将伝』（2013年）、『Empires』（2014年）
8. ↑  『真・三國無双8』（2018年）、『Empires』（2021年）